# Cuscuta lindsayi
Cuscuta lindsayi är en vindeväxtart som beskrevs av Ira Loren Wiggins. Cuscuta lindsayi ingår i släktet snärjor, och familjen vindeväxter. Inga underarter finns listade i Catalogue of Life.